# 丑尾健太郎
丑尾 健太郎（うしお けんたろう、1976年5月28日 - ）は、日本の脚本家である。愛媛県大洲市出身で、所属事務所はsacca株式会社。

## 来歴・人物
愛媛県大洲市立大洲南中学校、愛媛県立大洲高等学校、神戸大学経済学部を卒業した。大学卒業後、映画やテレビドラマ、舞台等の台本を手がける印刷会社に入社し、さまざまな脚本を校正し、創作・執筆技術を身につける。
福澤克雄演出の脚本を担当することが多い。

## 作品

### テレビドラマ
- 未来はボクらの手の中に（2009年、関西テレビ）
- TAKE FIVE〜俺たちは愛を盗めるか〜（2013年、TBS）
- ショムニ2013（2013年、フジテレビ）
- HEAT（2015年、関西テレビ・フジテレビ）
- 無痛〜診える眼〜（2015年、フジテレビ）
- 小さな巨人（2017年、TBS）
- 新春ドラマスペシャル 都庁爆破!（2018年、TBS）
- ブラックペアン（2018年、TBS）
- 下町ロケット（2018年、TBS）
  - 新春ドラマ特別編 下町ロケット（2019年、TBS）
- ノーサイド・ゲーム（2019年、TBS）
- 半沢直樹（2020年、TBS）[1]
- 君と世界が終わる日に season3（2021年、hulu）
- 愛しい嘘〜優しい闇〜（2022年、テレビ朝日）
- 競争の番人（2022年、フジテレビ）
- それってパクリじゃないですか?（2023年、日本テレビ）
- マル秘の密子さん（2024年、日本テレビ）
- 誘拐の日（2025年、テレビ朝日）

### 映画
- 陽気なギャングが地球を回す（2006年、松竹）
- 青空のルーレット（2007年、パンドラ）
- シャカリキ!（2008年、ショウゲート）
- 七つの会議（2019年、東宝）
- 半径1メートルの君～上を向いて歩こう～「本日は、お日柄もよく」（2021年2月26日、KATSU-do）[2]
- 東西ジャニーズJr. ぼくらのサバイバルウォーズ　（2022年4月1日、松竹）
- 大名倒産（2023年6月23日、松竹）※ 稲葉一広との共同脚本[3]
- 変な家（2024年3月15日、東宝）[4]

### アニメ
- ウチュレイ!（2009年、テレビ東京）

### 舞台
- 「天河伝説殺人事件」「浅見光彦殺人事件」（2007年、有楽町朝日ホール）
- 「オアシスと砂漠」（2008年、青山劇場）
- 「ろくでなしBLUES」（2010年、天王洲 銀河劇場）
- 「TAKE FIVE」（2015年、赤坂ACTシアター・梅田芸術劇場）